# 2024 en sport automobile
| Années du sport automobile : 2021 - 2022 - 2023 - 2024 - 2025 - 2026 - 2027    |
| Décennies du sport automobile : 1990 - 2000 - 2010 - 2020 - 2030 - 2040 - 2050 |

## Événements par mois

### Janvier
- 5 Janvier : Départ de la 46e édition du Rally Dakar[1].
- 13 Janvier : l'ePrix de Mexico 2024 marque le début du Championnat du Monde 2023-2024 de Formule E.[2]
- 25 Janvier : Départ du Rallye Monte-Carlo 2024 qui marque le début du Championnat du Monde des Rallyes 2024[3].

### Février
- 1er Février : Les écuries de Formule 1 Mercedes AMG Petronas F1 Team et la Scuderia Ferrari annoncent que le pilote britannique septuple champion du monde Lewis Hamilton rejoindra les rangs de l'équipe au cheval cabré au côté du pilote Charles Leclerc dès la saison 2025 de F1[4].

### Mars
- 2 Mars : le Grand Prix de Bahrein marque le début du Championnat 2024 de Formule 1[5].
- 2 Mars : Les 1812 km du Qatar marque le début du Championnat du Monde d'endurance 2024[6].
- 9 Mars : Oliver Bearman, pilote de réserve pour Ferrari participe à son 1er Grand Prix en remplacement de Carlos Sainz atteint d'une appendicite pour le Grand Prix d'Arabie Saoudite[7].
- 10 Mars : Le Grand Prix moto du Qatar marque le début du Championnat du Monde 2024 de MotoGP[8].

### Avril
- x

### Mai
- 5 Mai : Lando Norris remporte sa première victoire en F1 lors du Grand Prix de Miami[9].
- 11 Mai : Le Français Tom Vialle remporte le championnat East 250 de Supercross[10].
- 26 Mai : Charles Leclerc remporte pour la 1ere fois le Grand Prix de Monaco, remportant ainsi sa première victoire lors de son Grand Prix National[11].

### Juin
- 16 Juin : Ferrari remporte les 24h du Mans pour la deuxième fois consécutive avec la numéro 50 pilotée par Antonio Fuoco, Nicklas Nielsen et Miguel Molina[12].

### Juillet
- 7 Juillet : Lewis Hamilton bat son propre record du plus grand nombre de victoires en Formule 1, en remportant sa 104e victoire au Grand Prix de Grande-Bretagne[13].
- 21 Juillet : Oscar Piastri remporte sa première victoire en F1 lors du Grand Prix de Hongrie[14].
- 21 Juillet : Pascal Wehrlein remporte son 1er titre de Formule E avec l'équipe TAG Heuer Porsche[15].
- 28 Juillet : Lewis Hamilton bat à nouveau son propre record du plus grand nombre de victoires en Formule 1, en remportant sa 105e victoire au Grand Prix de Belgique[16].

### Août
- 27 Aout : Le pilote Américain Logan Sargeant quitte la Formule 1 après 36 Grand Prix, remplacé pour le reste de la saison par l'Argentin Franco Colapinto[17].

### Septembre
- 1er Septembre : Leonardo Fornaroli remporte le Championnat 2024 de Formule 3[18].
- 15 Septembre : L'Espagnol Álex Palou remporte son 3e titre d'Indycar Series[19].
- 26 Septembre : Daniel Ricciardo quitte la Formule 1 après 257 Grand Prix, 8 Podiums et 32 Victoires, remplacé pour le reste de la saison par Liam Lawson[20].
- 28 Septembre : Le Français Mathis Valin remporte le Championnat d'Europe de Motocross en Catégorie 250[21].
- 29 Septembre : L'Espagnol Jorge Prado remporte son 2e titre mondial de Motocross en Catégorie MXGP[22].

### Octobre
- 6 Octobre : L’Équipe d'Australie de Motocross remporte le Motocross des Nations avec Jett Lawrence, Hunter Lawrence et Kyle Webster[23].

### Novembre
- 2 Novembre : Porsche Penske remporte le Championnat du Monde d'Endurance avec Kevin Estre, André Lotterer et Laurens Vanthoor[24].
- 10 Novembre : Joey Logano remporte son 3e titre de Nascar Cup Series.[25]
- 10 Novembre : Sho Tsuboi remporte son 1er de SuperFormula[26].
- 17 Novembre : Jorge Martin remporte son 1er titre MotoGP devant Francesco Bagnaia, pilotant pour Pramac, il devient le premier pilote de l'histoire de la catégorie à remporter le championnat avec une équipe privée[27].
- 23 Novembre : Max Verstappen remporte son 4e titre de Formule 1 lors du Grand Prix de Las Vegas, égalisant Alain Prost et Sébastian Vettel[28].
- 24 Novembre : Le Belge Thierry Neuville remporte son premier titre de Champion du Monde des Rallyes lors du Rallye du Japon[29].
- 25 Novembre : La Formule 1 annonce l'arrivée de Cadillac en tant que 11e équipe du Championnat du monde de Formule 1 dès 2026[30].

### Décembre
- 1er Décembre : Fernando Alonso devient le 1er Pilote à passer la barre des 400 départs en Grand Prix de Formule 1 lors du Grand Prix du Qatar[31].
- 8 Décembre : McLaren remporte son 9e titre en Formule 1, le premier depuis la saison 1999.
- 8 Décembre : Jack Doohan participe à son premier Grand Prix de Formule 1 en remplacement d'Esteban Ocon lors du Grand Prix d'Abu Dhabi[32].
- 8 Décembre : Gabriel Bortoleto remporte le Championnat 2024 de Formule 2 devant Isack Hadjar[33].
- 20 Décembre : Le Français Isack Hadjar est officialisé chez Racing Bulls pour la Saison 2025 de Formule 1, devenant le 72e pilote Français à prendre part au Championnat du Monde de Formule 1[34].

## Décès
- 3 janvier : décès à 82 ans de René Metge[35].
- 5 janvier : décès à 95 ans de Herbert Linge[36].
- 1er décembre : décès à 76 ans de Jacques Panciatici[37].